# IC 5189
IC 5189 ist ein Stern im Sternbild Aquarius. Das Objekt wurde am 5. Oktober 1888 von Guillaume Bigourdan entdeckt, der um den Stern einen Nebel vermutete.